# Kevin Chávez
Kevin Chávez (Ciudad de México, México, 9 de julio de 1991) es un clavadista o saltador de trampolín mexicano naturalizado australiano especializado en trampolín de 1 metro, donde consiguió ser medallista de bronce mundial en 2013.

## Carrera deportiva
En el Campeonato Mundial de Natación de 2013 celebrado en Barcelona (España) ganó la medalla de bronce en el trampolín de 1 metro, con una puntuación de 431 puntos, tras el chino Li Shixin (oro con 460 puntos) y el ucraniano Iliá Kvasha (plata con 434 puntos).